# Camponotus sanctus
Camponotus sanctus är en myrart som beskrevs av Auguste-Henri Forel 1904. Camponotus sanctus ingår i släktet hästmyror, och familjen myror. Inga underarter finns listade.